# De tussentijd
De tussentijd is een Nederlandse dramafilm, uitgebracht op 30 september 1993 en opgenomen in Amsterdam, Crailo, Den Haag en Utrecht. De film werd geregisseerd en geschreven door Marianne Dikker. De internationale titel van deze 100 minuten durende productie is Unknown Time.

## Verhaal
In deze psychologische thriller hebben nabestaanden het moeilijk om zich bij het verlies van hun dierbaren neer te leggen. Marina (Amanda Ooms) zit in een zwaar dilemma, nadat haar vader een zware hartaanval gekregen heeft. Dokter Victor (Jules Hamel) stelt voor een einde te maken aan het lijden van haar vader. Marina gaat akkoord met het voorstel zonder te overleggen met haar moeder en haar vriend. Vreemd genoeg wordt Marina na zijn dood door haar vader opgebeld. Uiteraard gelooft niemand haar en ze vervreemdt van haar familie. De enige die haar begrijpt, is dokter Victor. Victor is er heilig van overtuigd dat er een 'tussentijd' bestaat. Dit is de tijd waarin iemand die een onnatuurlijke dood sterft, contact kan opnemen met degene die de stervende in de ogen heeft gekeken. Doordat Victor haar gelooft, trekt Marina steeds meer naar hem toe. Het is echter niet duidelijk of Victor alleen uit vriendelijke motieven handelt.

## Rolverdeling
| Acteur            | Personage            |
| ----------------- | -------------------- |
| Amanda Ooms       | Marina               |
| Jules Hamel       | Victor Cambach       |
| Pleuni Touw       | Leonore              |
| Coen Flink        | Felix                |
| Eric Corton       | Ritsaert             |
| Kitty Courbois    | Sophie Cambach       |
| Krijn ter Braak   | Professor            |
| Harry Ammerlaan   | Wanderer             |
| Guikje Roethof    | Verpleegster         |
| Jacob Dijkstra    | Man begrafenis Felix |
| Charel Landvreugd | Johnnie              |
| Jeroen Suyderhoud | Mark                 |